# Propliopithecus

Propliopithecus este strămoșul comun al maimuțelor actuale și hominidelor din care a evoluat și omul. Această specie a trăit în urmă cu aproximativ 30.000.000 de ani. Evoluția a urmat două linii. Prima a dus către maimuțele actuale, iar a doua către hominide, care la rândul lor au evoluat în direcții diferite,  una dintre aceste direcții ducând la om.